# Próculo (prefeito urbano)

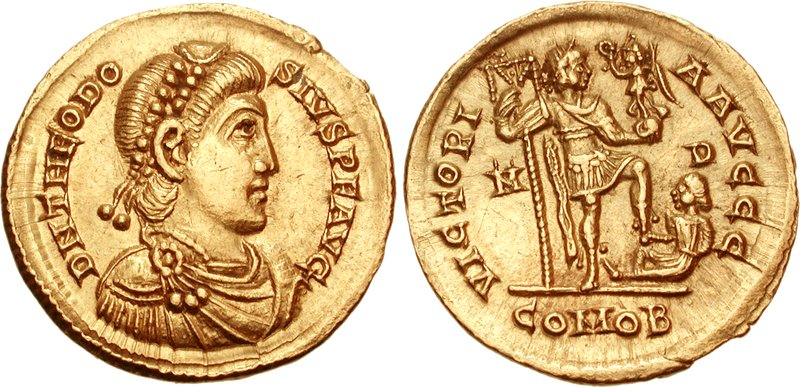
Soldo de Teodósio I r.

Próculo (em latim: Proculus; m. 392) foi um oficial romano do século IV que esteve ativo durante o reinado do imperador Teodósio I (r. 378–395). Nativo da Lícia, foi filho do prefeito pretoriano Eutôlmio Taciano. Antes de 382, tornou-se governador da Palestina e entre 382-383, governador da Fenícia. Através de uma inscrição encontrada próxima do rio Lico, sabe-se que durante seu mandato teria construído uma estrava que cruzada as montanhas e celebrado um culto pagão em Heliópolis.
Entre 383-384, Próculo tornou-se conde do Oriente. Nesta competência, reconstruiu o Plétro (Plétron) de Antioquia, construiu ruas, termas, colunatas e fóruns, e instituiu um imposto sobre tendas entre colunas para o benefício dos decuriões pobres. Embora tenha sido popular entre a população, foi repreendido por Libânio que considerou brutal. Em 386, Próculo tornou-se conde das sagradas liberalidades.
Em 388, Próculo foi nomeado para o ofício de prefeito urbano de Constantinopla, ao mesmo tempo que seu pai tornou-se prefeito pretoriano do Oriente. Durante seu mandato esteve envolvido com a construção do pedestal que suportou o Obelisco de Teodósio (390) e opôs-se à nomeação de Talássio para o senado. Quando seu pai caiu em 392, ele aparentemente fugiu, mas o cônsul Rufino induziu Eutôlmio Taciano, sob faltas promessas, a convocá-lo de volta, e então executou-o.